# Damien Leith
Damien Leith, teljes nevén Damien Leo Leith (Dublin, Írország, 1976. január 18. –) ausztráliai ír énekes és dalszövegíró, író. Győztese a Network Ten által rendezett Australian Idol 2006 elnevezésű zenei versenynek.

## Tevékenysége
Damien Leith feleségével – Eileen Stapletonnal – és két fiukkal – Jarvis Dionnal (sz. 2005. szeptember 2.) és Jagger Ramone-nal (sz. 2007. május 30.)  –  Ausztráliában él. Az ausztrál állampolgárságot a 2007. január 25-i ünnepélyes fogadalomtétel keretében kapta meg John Howard miniszterelnöktől.
Az ünnepséget a Network Ten közvetítette. (A Network Ten TV az egész kontinensen sugároz.)

## Élete
Damien Leith Milltown közelében nevelkedett, Kildare megyében. Édesapja sokat utazott mérnöki munkájából adódóan, így a család élt Líbiában és  Botswanában, régebbi nevén Becsuánaföldön is.
Tinédzserként testvéreivel, Áine-vel Paullal és Darrennel alapított egy családi zenekart  Leaf (Levél) néven. A Leaf felvételt készített New Yorkban, majd később új név alatt,  „Releaf” ismét. E névvel megjelentek az ír Top 100-as listáján. Miután Sydneybe költözött, a legszínvonalasabb szórakozóhelyeken játszott a Revelate zenekar frontembereként. Első fellépése Sydneyben, a Circular Quaynél, A Pince éjszakai mulatóban volt.
Az Ausztrál Megasztár megelőző meghallgatásainak időszakában Damien Leith  vegyészként dolgozott Sydneyben a Pharmalabnál, ugyanis Bachelor of Science kitüntetéssel végezte a University College-t, Dublinban, és az egyetemi tanulmányok befejezése után a Metallosupramolecular Kutatócsoportban a Trinity College Kémiai Tanszékén, Dublinban dolgozott.

## Ausztrál Megasztár 2006

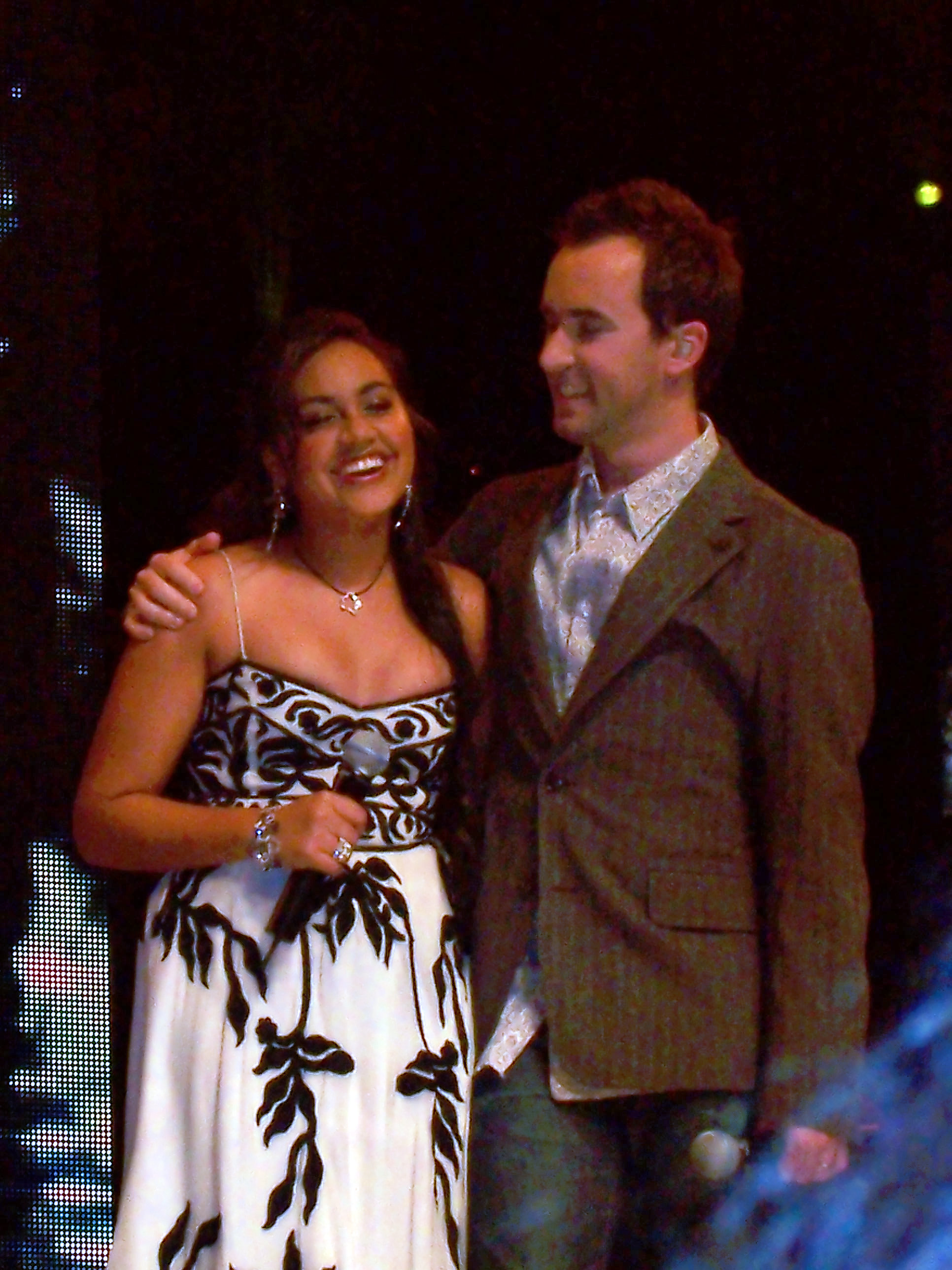
Jessica Mauboy és Damien Leith

Damien a barátai bátorítására jelentkezett az Ausztrál Megasztár felvételi próbájára, ahol 25 000 versenyző indult. Ez volt a Network Ten tv-csatorna Ausztrál Megasztár versenyének 4. sorozata. A zsűri szavazata alapján bejutott a 24-es döntőbe és ő volt az első személy, aki a nézők szavazatai alapján bejutott a 12-es döntőbe. A zsűrit elbűvölte fejhang (falzett) technikája, amelyet gyakran használ előadásain. A Megasztár verseny szabályai első alkalommal engedték meg, hogy a versenyző zenekísérettel énekeljen, így Damien saját gitárkísérettel adta elő saját feldolgozásában a Chris Isaak „Wicked Game”, Leonard Cohen „Hallelujah”, Alex Lloyd „Never Meant to Fail” és Ben Harper „Wainting on an Angel” című dalokat és saját zongorakísérettel Splitz Enz „Message to My Girl” című dalát. Damien szintén saját zongorakísérettel adta elő saját szerzeményét, a „Sky” című dalt egy versenyen kívüli előadásban, egy szűk körű, meghitt esten.
Holott Mark Holden és Kyle Sandilands igencsak bírálta Damien megjelenését és előadását (merthogy Damien egy fekete bőrnadrágot viselt a „Disco” témájú előadói esten, ahol a Kool and the Gang „Ünneplés” című dalát énekelte), Holden „sötét lónak” nevezte őt már a verseny korai szakaszában. A Chris Isaak: Gonosz Játék, Roy Orbison: Sírás, Cohen: Hallelujah című dalának és Puccini: Nessun Dormájának kiváló feldolgozásáért és előadásáért Mark Holden a legnagyobb elismerést, a touchdownt, Damien Leithnek adta. (A Touchdown egy kézmozdulat, amely maximális elismerést jelent.)
A verseny történetében Damien Leith (Casey Donovannal, a 2004-es Ausztrál Megasztár győztesével) tartja a rekordot négy „touchdown-nal”. Kyle Sandilands bejelentette, hogy Roy Orbison családja kapcsolatba lépett az Ausztrál Megasztár producereivel és kértek egy másolatot abból a felvételből, amelyen a Sírás című dal Damien Leith előadásában hallható. Noha Damien Leith volt az egyik legkedveltebb interjúalanya a Megasztárnak, a Centrebet fogadóügynökségnél legtöbben Dean Geyer győzelmére fogadtak (a 3. helyen végzett).
Leith az egyike azon kevés versenyzőnek, akik soha nem voltak a két legutolsó között a versenysorozatban, noha a Legjobb ötös döntőben az utolsó három között szerepeltek. A verseny döntőjét a Sydney-i Operaházból élőközvetítésben sugározták november 26-án, vasárnap. A zsűri döntése alapján Damien Leith lett a győztes, a második helyezett Jessica Mauboy volt. Damien, 30 évesen, a világ második legidősebb győztese volt a Megasztár versenyeknek abban az időben. A nézők körében vita kerekedett abból, hogy Leith győztese lehet-e a versenynek, hiszen akkor még nem volt hivatalosan ausztrál állampolgár.

## Az "Ausztrál Megasztár" utáni időszak
- 2006: The Winner's Journey

Élő Album: A Győztes Útja
Leith a Sony BMG kiadóval írt alá hanglemezgyártási szerződést és megjelent a Night of My Life című kislemeze, amely díj ellenében a Bigpond Music-ról letölthetővé vált rögtön a verseny befejezése után. November 28-án hivatalosan megjelent egy CD-je, amely Leith egy saját szerzeményét, a „Come to Me” című dalt is tartalmazza.
Ez a kislemez Aranylemez lett, mert 72 óra alatt 35 000 db lett értékesítve. A kislemez 2006. december 3-án debütált az első helyen és további 4 héten keresztül tartotta a vezető pozícióját, majd hamarosan platinalemezt kapott, mert az első héten 70 000 db kelt el belőle. Ez volt a leggyorsabban értékesített és a rádióban a legtöbbször játszott kislemez 2006-ban. A „Night of My Life” videóanyaga 2006. december 9-én, szombaton mutatkozott be a nemzeti televízióban. A videófelvételt Chippendale-ben, Új-Dél Walesben, készítette a Cutting Edge Productions.
Noha a hivatalos megjelenés 2006. december 9., már december 6-án megjelent Leith CD/DVD-je A Győztes Útja címmel, amelyen megtalálható az összes dal, amelyet az  Ausztrál Megasztár versenyen előadott. A kiadás a 3. helyen debütált az ARIA album táblázatán és platina lemezt kapott a 70 000 db-os eladása után 2006. december 10-én, vasárnap, majd az 1. helyre emelkedett a következő héten, 89 000 eladott példánnyal. Ez az élő album négyszeres platinalemez lett. (280 000 példányban kelt el). Ez a lemezeladás volt 2006-os év rekordeladása, 101 206 db kelt el a karácsony előtti héten, és a következő négy hétben is az 1. helyen maradt.
Leith szerződést kötött a Sony BMG írországi kiadóval 2006 decemberében és 2007. január 18-án a „Night of My Life” (Az Életem Estéje) című dal felkerült a top 10-es listára Írországban, majd a következő héten 2 hellyel feljebb, a 8. helyre ugrott.  Leith az Ausztrália Napja nemzeti ünnep alkalmából fellépett egy országos koncerten, amelyet a televízió élőben közvetített Canberrából az Ausztrália Napja előestéjén 2007-ben. Két dalt adott elő, Peter Allen „Tenterfield Saddler” dalát a Canberrai Szimfonikus Zenekarral, és a „Night of My Life”-t.
Február végén, 2007-ben Leith részvevője volt egy két hetes, 14 előadásból álló turnénak, amelynek során fellépett a Ausztrália nagyobb keleti parti városaiban. A Győztes Útja Turné elnevezésű turné jellegzetessége az volt, hogy a Leith által, az Ausztrál Megasztárban előadott dalokkal együtt olyan újak bemutatására is sor került, amelyek a soron következő nagylemezének dalai. Ezek egyike a népi/akusztikus „Song for Jarvis” című, amelyet első fia születésekor írt és a „Beautiful”, amelyet Leith az Ausztrál Megasztár befejezése utáni írországi utazása alatt írt.
2007 február 22-én Leith két ARIA-díjat kapott a „Night of My Life” című első kislemeze és The Winner's Journey első albumáért. Ezt a díjat azok az ausztrál művészek kaphatják, akik kislemeze és/vagy albuma az 1. helyre kerülnek az ARIA (Australian Recording Industry Association) nemzeti kislemez és album táblázatán több, mint 12 hónapon keresztül.  
2007 márciusában, Leithet jelölték a MTV Australia Video Music Awards 2007 „Ragyogó Új Előadó” és a „Legjobb Férfi Előadó” díjra.   
2007. július 9-én, Leith jelöltje volt a 2007-es Helpmann-díjnak is „A Legjobb Előadó” kategóriában, amelynek jelöltje volt David Campbell, Kylie Minogue és Olivia Newton-John is. Az éves Helpmann Awards egy olyan elismerés, amelyet a művészek a kiváló művészi teljesítményükért kaphatnak és az ausztrál vibráló élő előadás ágazatban nyújtott kiemelkedő előadásokért beleértve a zenés színházi, kortárs zenei, komédiai, operai, klasszikus zenei, a táncos és színházi előadásokat is. A Helpmann Awards – amelyet Sir Robert Helpmannról neveztek el, azért, hogy megőrizzék sikereinek emlékét – hasonló a Tony-díjhoz (Broadway) és a Olivier-díjhoz, amelyet Londonban adnak ki. 2007 november elején Leith „22 Steps” című dalát adta elő a „Szomszédok” című tv-sorozatban.

## 2007-2008: Where We Land
- Első album: Ahová érkezünk

Leith második kislemeze „22 Steps" címmel az ausztrál rádióban 2007. június 22-én mutatkozott be, majd július 21-étől az üzletekben lehetett megvásárolni. Az ARIA kislemez táblázatán a 11. helyre jött fel. Ezt követte egy stúdióalbum Where We Land, amely 2007. augusztus 18-án jelent meg, amely az ARIA albumlista első helyén debütált augusztus 27-én. Ez Damien Leith második 1. albuma hét hónapon belül. Damien az első Ausztrál Megasztár győztes, akinek két egymást követő albuma lett 1. Leith-et meghívták Rove televíziós show műsorába is 2007. augusztus 26-án, és élő előadása volt, az Ausztrál Megasztár elődöntőjében 2007. augusztus 30-án. Az „All I Want Is You" című dalt adta elő október 8-án első albumáról az Ausztrál Megasztár 2007. műsorában.
Leith saját dalait adta elő első albumáról a Where We Land elnevezésű turnéján Ausztrália szerte, amely novemberben kezdődött. Az eredeti terv szerint a turnét csak a keleti part városaiban akarták megtartani, de szeptember 28-án bejelentették, hogy kiterjesztik Adelaide-ra és Perthre is.
Damien Leith 2007 februárjában első könyvének kiadására kötött szerződést egy ausztrál kiadóval, a Harper Collinsszal. Első regényét, amelynek címe One More Time (Még egyszer) az Ausztrál Megasztár versenyen való indulása előtt három évvel írta. Leith elmondása szerint a regény egy pszichológiai thriller és Nepálban játszódik. A regényt 2007. október 1-jén adták ki.
2007 októberében, Leith három ausztrál ARIA zenei díjra volt jelölve; a „Legsikeresebb Kislemez" és a „Legnagyobb számban Értékesített Kislemez" a Night of My Life című kislemeze alapján. Szintén jelölve volt a „Legnagyobb számban Értékesített Nagylemez” kategóriában, amelyet megnyert. A nagylemez címe: The Winner's Journey.
2008 februárjában Damien házigazdája volt a „Gyerekekért” című szívmelengető televízió sorozatnak. A műsor a Sydney-i Gyermekkórházban készült és a súlyosan sérült, illetve súlyosan beteg gyerekek kezelésének csodálatos történeteibe enged bepillantást.  Damien dala, a „Not Just For The Weekend” (Nemcsak a hétvégére) főcímdala volt debütáló nagylemezének és kiadásával az előadás volt támogatva.

## 2008: Catch the Wind
- Második album: Catch the Wind

Alig egy évvel az első stúdióalbumának (Where We Land) a megjelenése után, 2008. április 26-án  megjelent a második albuma a Kapd el a szelet: Egy generáció dalai (Catch the Wind: Songs of a Generation). Az album saját feldolgozású klasszikus népdalokat tartalmaz és néhány egyéb dalt, amelyet két kisebb koncertjén adott elő a Vanguard bárban, Newtownban, Új-Dél-Walesben március 14-én és 15-én.
Az album az ARIA album táblázatán a 3. helyen kezdett, majd május 4-én a 2. lett.  A következő héten is kitartott a második helyen, az első helyre André Rieu és Mirusia Waltzing Matilda dala került. A 3. héten aranylemez lett Damien Leith albuma. Leith élő show sorozaton mutatta be új lemezének dalait Ausztrália-szerte. A „Catch The Wind" (Kapd el a szelet) turné májusban kezdődött, és július végén fejeződött be.

## 2009: Remember June / Emlékezz June-ra
Leith harmadik stúdióalbuma, az Emlékezz June-ra, október 9-én került kiadásra Ausztráliában. Ez az album lett a 25. és két hetet töltött az ARIA Összes Eladás Legjobb 50-es listáján és 3 hetet az ARIA Ausztrál Albumok Top 20-as listáján. Az albumról készült első kislemez, amelynek címe „To Get To You” szeptember 25-én volt először hallható a rádióban. A második kislemez, szintén a Remember June című albumról, „Forgive Forget” címmel 2010 áprilisában jelent meg. A dal feljutott a 65. helyre az ARIA kislemez táblázatán, az 1. lett az ARIA fizikai kislemez legjobb 50-es listán, és 13. helyen állt Ausztrál Művész Kislemezek listáján. Harper Collins kiadásában megjelent Damien Leith második regénye is, amely egy apa és fia kapcsolatáról szól. A könyv címe: Emlékezz June-ra (Remember June). Leith első regénye, „One More Time” (Még egyszer) címmel 2007-ben jelent meg.

## Hanglemez jegyzék
Damien Leith hanglemezjegyzéke
Megjelenés
| Stúdióalbum | 2 |
| Élő album   | 1 |
| Kislemezek  | 4 |
| Videóalbum  | 1 |
| Music video | 4 |
| B-oldal     | 3 |

## Fordítás
- Ez a szócikk részben vagy egészben a Damien Leith című angol Wikipédia-szócikk ezen változatának fordításán alapul.  Az eredeti cikk szerkesztőit annak laptörténete sorolja fel. Ez a jelzés csupán a megfogalmazás eredetét és a szerzői jogokat jelzi, nem szolgál a cikkben szereplő információk forrásmegjelöléseként.